# 전주우체국
전주우체국(全州郵遞局)은 대한민국 전북특별자치도 전주시 완산구 효자동에 있는 과학기술정보통신부 우정사업본부 전북지방우정청 소속의 우편물 취급기관이다.

## 연혁
- 1896년 2월 16일 : 전주우체사 개국
- 1905년 6월 2일 : 군산우편국 전주출장소로 개칭
- 1906년 7월 1일 : 전주우편국으로 개칭
- 1925년 6월 26일 : 전주다가동우편소, 전주본정우편소 설치
- 1940년 3월 30일 : 전주고사정우편소 설치[2]
- 1941년 2월 1일 : 전주고사정우편국, 전주본정우편국으로 개칭[3]
- 1966년 6월 10일 : 전주태평동우체국 개국
- 1980년 9월 30일 : 전주우체국 전주대학분국 설치[4]
- 1981년 8월 1일 : 전주시청우체국 개국[5]
- 1981년 10월 31일 : 전주효자동우체국 개국[6]
- 1985년 12월 30일 : 전주호암우편취급소 신설[7]
- 1986년 12월 30일 : 전주광진우편취급소, 전주양지우편취급소, 전주우전우편취급소, 전주코아백화점우편취급소 신설
- 1987년 8월 1일 : 전주우체국 서학동분국 설치
- 1989년 1월 15일 : 전주교동우편취급소 신설
- 1989년 4월 1일 : 완주중인우편취급소를 전주중인우편취급소로 명칭 변경[8]
- 1989년 8월 1일 : 전주중노송동우체국 개국[9]
- 1989년 9월 1일 : 전주교육대학우체국 개국[10]
- 1991년 8월 30일 : 전주공업전문대우체국 개국[11]
- 1991년 10월 1일 : 전주이동우체국 개국[12]
- 1992년 10월 12일 : 전주중화산동우체국 개국[13]
- 1993년 12월 27일 : 전주삼천동우체국 개국[14]
- 1994년 12월 15일 : 전주기자촌우편취급소, 전주동부우편취급소, 전주서원우편취급소, 전주장승우편취급소 신설[15]
- 1995년 12월 1일 : 전주효자3동우체국 개국[16]
- 1996년 12월 17일 : 전주서신동우체국 개국[17]
- 1998년 9월 23일 : 전주기자촌우편취급소 위탁계약 해지[18]
- 1998년 10월 1일 : 전주남노송동우편취급소, 전주서부우편취급소, 전주현대빌딩우편취급소 신설[19]
- 1999년 1월 1일 : 전주기전대학우체국, 전주이동우체국 폐국[20]
- 1999년 2월 1일 : 전주기전여자대학우편취급소 신설[21]
- 2000년 12월 4일 : 집배광역화를 위해 완주군 구이면, 상관면 우편구역을 전주우체국으로 통합[22]
- 2000년 12월 20일 : 전주평화동우체국 개국
- 2001년 11월 30일: 전주중인우편취급소 폐국[23]
- 2001년 12월 17일 : 전주효자4동우체국 개국[24]
- 2005년 6월 20일 : 전주우체국 전북도청출장소 신설
- 2009년 11월 30일 : 전주경원동우체국 개국, 전주시청우체국 폐국 및 전주시청출장소 설치[25]
- 2011년 11월 30일: 전주현대빌딩우편취급국, 전구광진우편취급국 위탁계약 해지[26]
- 2012년 4월 9일: 전주현대빌딩우편취급국을 전주현대우편취급국으로 명칭 변경 및 청사 이동[27]
- 2014년 1월 1일: 우편구역을 다음과 같이 고시[28]

| 배달국       | 배달구역                                       | 구역번호 |
| ------------ | ---------------------------------------------- | --- |
| 전주우체국   | 완산구 전지역, 완주군 구이면 · 상관면 · 이서면 | 54865 ~ 54866 54870 ~ 54875 54877 ~ 54880 54940 ~ 54981 54984 ~ 54987 54989 54991 ~ 55000 55002 ~ 55007 55010 ~ 55011 55032 ~ 55144 (단, 54861 ~ 54862, 54865 ~ 54866, 54870, 54873 ~ 54874, 54879, 54991 ~ 54993, 55002 ~ 55004, 55010 ~ 55011 중 덕진구 지역은 제외) 55358 ~ 55368 |
| 동전주우체국 | 덕진구 전지역                                  | 54800 ~ 54870 54873 ~ 54874 54876, 54879 54881 ~ 54939 54982 ~ 54983 54988 54990 ~ 54993 55001 ~ 55004 55008 ~ 55031 (단, 54861 ~ 54862, 54865 ~ 54866, 54870, 54873 ~ 54874, 54879, 54991 ~ 54993, 55002 ~ 55004, 55010 ~ 55011 중 완산구 지역은 제외)                              |

- 2014년 7월 4일: 전주대학교우체국, 전주교육대학우체국 폐국[29]
- 2014년 7월 7일: 전주대학교우편취급국 설치[30]
- 2014년 8월 1일: 전주농촌진흥청우체국 개국[31]
- 2014년 10월 21일: 전주코아우편취급국과 전주양지우편취급국의 우편환·대체업무 폐지[32]
- 2015년 7월 1일: 전주다가동우체국 폐국[33], 전주코아우편취급국 폐국[34]
- 2016년 12월 23일: 전주장동우체국 신설로 인해 전주농촌진흥청우체국 업무를 동전주우체국으로 이관하고 폐국[35]
- 2017년 10월 20일: 전주우전우편취급국 폐국[36]
- 2018년 1월 1일: 전주양지우편취급국 폐국[37]
- 2020년 8월 17일 : 전주시청출장소가 전주우체국으로 업무 이관되어 폐국[38]

## 관할 우체국
| 우체국명               | 사진 | 주소                                                         | 비고                                        |
| ---------------------- | ---- | ------------------------------------------------------------ | ------------------------------------------- |
| 전북도청출장소         |      | 전북특별자치도 전주시 완산구 효자로 225(효자동3가)           | 2005년 6월 20일 신설                        |
| 전주경원동우체국       |      | 전북특별자치도 전주시 완산구 전라감영5길 20(경원동1가)       | 2009년 11월 30일 신설                       |
| 전주광진우편취급국     |      | 전북특별자치도 전주시 완산구 성지산로 67(효자동1가)          | 1986년 12월 30일 신설                       |
| 전주교동우편취급국     |      | 전북특별자치도 전주시 완산구 향교길 105(교동)                | 1989년 1월 15일 신설                        |
| 전주교육대학우체국     |      | 전북특별자치도 전주시 완산구 서학로 50(동서학동)             | 1989년 9월 1일 신설 2014년 7월 4일 폐국     |
| 전주근영우편취급국     |      | 전북특별자치도 전주시 완산구 중화산로 98(중화산동2가)        |                                             |
| 전주기자촌우편취급소   |      | 전북특별자치도 전주시 완산구 중노송동                        |                                             |
| 전주기전대학우체국     |      | 전북특별자치도 전주시 완산구 중화산동1가                     | 1999년 1월 1일 폐국                         |
| 전주기전대학우편취급국 |      | 전북특별자치도 전주시 완산구 전주서천로 267 (중화산동1가)    | 1999년 2월 1일 신설                         |
| 전주남노송동우편취급소 |      | 전북특별자치도 전주시 완산구 남노송동                        |                                             |
| 전주농촌진흥청우체국   |      | 전북특별자치도 전주시 완산구 농생명로 300(중동)              | 2014년 8월 1일 신설 2016년 12월 23일 폐국   |
| 전주다가동우체국       |      | 전북특별자치도 전주시 완산구 전라감영로 29(다가동1가)        | 2015년 7월 1일 폐국                         |
| 전주대학교우체국       |      | 전북특별자치도 전주시 완산구 천잠로 303(효자동2가)           | 2014년 7월 4일 폐국                         |
| 전주대학교우편취급국   |      | 전북특별자치도 전주시 완산구 천잠로 303(효자동2가)           | 2014년 7월 7일 신설                         |
| 전주동부우편취급국     |      | 전북특별자치도 전주시 완산구 동문길 59(풍남동1가)            | 1994년 12월 15일 신설                       |
| 전주삼천동우체국       |      | 전북특별자치도 전주시 완산구 거마중앙로 47(삼천동1가)        | 1993년 12월 27일 신설                       |
| 전주서부우편취급국     |      | 전북특별자치도 전주시 완산구 하거마2길 28-5(삼천동1가)       | 1998년 10월 1일 신설                        |
| 전주서신동우체국       |      | 전북특별자치도 전주시 완산구 서신천변14길 6-5(서신동)        | 1996년 12월 17일 신설                       |
| 전주서원우편취급국     |      | 전북특별자치도 전주시 완산구 신봉5길 6(효자동1가)            | 1994년 12월 15일 신설                       |
| 전주서학동우체국       |      | 전북특별자치도 전주시 완산구 팔달로 15(서서학동)             | 1987년 8월 1일 신설                         |
| 전주시청출장소         |      | 전북특별자치도 전주시 완산구 노송광장로 10(서노송동)         | 2020년 8월 17일 폐국                        |
| 전주양지우편취급국     |      | 전북특별자치도 전주시 완산구 잿뜸2길 7-13(서신동)            | 1986년 12월 30일 신설 2018년 1월 1일 폐국   |
| 전주우전우편취급국     |      | 전북특별자치도 전주시 완산구 우전로 104(효자동2가)           | 1986년 12월 30일 신설 2017년 10월 20일 폐국 |
| 전주이동우체국         |      | 전북특별자치도 전주시                                        | 1991년 10월 1일 신설 1999년 1월 1일 폐국    |
| 전주장승우편취급소     |      | 전북특별자치도 전주시 완산구 효자동1가                       |                                             |
| 전주중노송동우체국     |      | 전북특별자치도 전주시 완산구 인봉북로 2(중노송동)            | 1989년 8월 1일 신설                         |
| 전주중인우편취급소     |      | 전북특별자치도 전주시 완산구 중인동 856-1                    | 2001년 11월 30일 폐국                       |
| 전주중화산동우체국     |      | 전북특별자치도 전주시 완산구 백제대로 280(중화산동2가)       | 1992년 10월 12일 신설                       |
| 전주태평동우체국       |      | 전북특별자치도 전주시 완산구 태평3길 35(태평동)              |                                             |
| 전주코아우편취급국     |      | 전북특별자치도 전주시 완산구 노송여울1길 19 (중노송동)       | 1986년 12월 30일 신설 2015년 7월 1일 폐국   |
| 전주평화동우체국       |      | 전북특별자치도 전주시 완산구 평화로 164(평화동 2가)          |                                             |
| 전주현대빌딩우편취급국 |      | 전북특별자치도 전주시 완산구 기린대로 209 (서노송동 568-113) | 1998년 10월 1일 신설 2012년 4월 9일 폐국    |
| 전주호암우편취급소     |      | 전북특별자치도 전주시 효자동2가                              |                                             |
| 전주효자3동우체국      |      | 전북특별자치도 전주시 완산구 효자천변2길 15(효자동1가)       |                                             |
| 전주효자4동우체국      |      | 전북특별자치도 전주시 완산구 서곡로 94(효자동 3가)           |                                             |
| 전주효자동우체국       |      | 전북특별자치도 전주시 완산구 용머리로 127(효자동1가)         |                                             |

## 조직
- 우편물류과
  - 소포실
  - 운용실
- 지원과
- 경영지도실
- 영업과
  - 고객지원실